# Corydalis bulbifera
Corydalis bulbifera är en vallmoväxtart som beskrevs av Cheng Yih Wu. Corydalis bulbifera ingår i släktet nunneörter, och familjen vallmoväxter. Inga underarter finns listade i Catalogue of Life.